# Chevrolet Lumina APV
Pour les articles homonymes, voir Chevrolet Lumina (homonymie).
La Chevrolet Lumina APV est un minivan produit par Chevrolet de 1990 à 1996. Il remplace le Chevrolet Celebrity break et il est basé sur la même plate-forme que ses cousins le Pontiac Trans Sport et l'Oldsmobile Silhouette. C'est la version mi-monospace mi-break de la Chevrolet Lumina.
En 1996, il est remplacé par le Chevrolet Venture, frère jumeau du Pontiac Trans Sport de deuxième génération connu en Europe sous le nom de Chevrolet Trans Sport.

## Contexte
En réponse aux monospaces Chrysler de première génération, General Motors a présenté le Chevrolet Astro (et GMC Safari) à propulsion pour l'année modèle 1985. Très proche du Chevrolet Van à empattement court, l'Astro été commercialisé dans les configurations fourgonnettes pour passagers et utilitaires. En 1986, GM a dévoilé le concept Pontiac Trans Sport, servant en grande partie d'aperçu pour les gammes du modèle APV. Bien que beaucoup plus radical dans la conception de sa carrosserie, le concept Trans Sport a été le premier monospace à adopter la traction avant utilisé par les monospaces Chrysler.
Contrairement à l'Astro / Safari, qui utilisait une variété de composants des pick-ups légers de Chevrolet / GMC, la plate-forme GMT199 à traction avant était dédiée aux monospaces Chevrolet, Pontiac et Oldsmobile, partageant principalement des moteurs et des transmissions avec d'autres véhicules GM. Au lieu de la désignation officielle GMT199 pour la plate-forme, GM a commencé à utiliser le nom APV, pour All Purpose Vehicle. Chevrolet recevrait le Lumina APV, Oldsmobile recevant le Silhouette; Pontiac a adopté le nom Trans Sport du concept de 1986.
Au cours de leurs développements, les gammes des modèles APV ont largement été comparées avec les fourgonnettes Chrysler de longue durée, correspondant étroitement à leur longueur, largeur et hauteur (sur un empattement plus court). Afin d'élargir son potentiel de marché (et d'atténuer tout empiètement potentiel des modèles), GM a cherché des objectifs de marketing distincts pour chaque gamme des modèles. Le Lumina APV devait concurrencer directement le Voyager / Caravan qui se vendait à plus grand volume, servant de "leader de la gamme", le Trans Sport devait être l'équivalent monospace des berlines sportives Pontiac, et le Silhouette était conçue comme un concurrent de luxe plus contemporain que les Chrysler Town & Country et Ford Aerostar Eddie Bauer.

## Présentation du modèle
Au moment de sa sortie en 1990, le Lumina APV était commercialisé en tant que carrosserie de la gamme du modèle Chevrolet Lumina. Pour l'année modèle 1989, Chevrolet a introduit le Lumina, consolidant efficacement la Celebrity et la Monte Carlo en une seule gamme de modèles, le Lumina APV remplaçant le break Celebrity. Lors de son introduction en 1990, le Lumina APV était offert en deux niveaux de finition; une finition de base et une finition CL de niveau supérieur. Les versions à finition de base étaient dotées d'une garniture extérieure chromée tandis que les versions CL étaient produites avec une garniture extérieure et un écusson rouges (similaires à la Lumina Euro). Pour 1993, la finition CL a été renommée LS; le badge Lumina APV a été retiré des portes. Pour 1994, le modèle a subi une révision en milieu de cycle et a été renommé Chevrolet Lumina Minivan (à la place du suffixe APV).

### Spécifications du châssis
Le Chevrolet Lumina APV est un véhicule GM U-body, utilisant la désignation de plateforme GMT199. Contrairement au design monocoque utilisé par l'Astro / Safari et le Van / Vandura, le châssis du Lumina APV utilise une conception de châssis similaire au Pontiac Fiero et Saturn SL, avec un châssis en acier galvanisé supportant les panneaux de carrosserie extérieurs. Le Lumina APV a un empattement de 109,8 pouces, classé entre la Lumina berline / coupé et l'Astro / Safari.
Dans la lignée des monospaces Chrysler, le Lumina APV était équipé d'une suspension avant indépendante avec entretoises MacPherson,. L'essieu arrière été équipé de ressorts hélicoïdaux (le seul autre monospace à part le Ford Aerostar et Renault Espace à l'époque). En option, Chevrolet proposé le Lumina APV avec des ressorts arrière pneumatiques à nivellement de charge, utilisant un compresseur d'air qui gonflé les ressorts arrière pneumatiques avec un kit de flexible pneumatique pour une utilisation auxiliaire. Les freins avant étaient des disques ventilés, avec des freins à tambour à l'arrière; le freinage antiblocage (ABS) a été introduit pour 1992. En 1994, l'antipatinage a été introduit en option (avec le V6 de 3,8 L)

#### Groupe motopropulseur
À sa sortie en 1990, le Lumina APV était propulsé par un V6 de 3,1 L développant 120 chevaux; une transmission automatique à 3 vitesses était la seule offre de transmission. Pour 1992, un V6 de 3,8 L développant 170 ch (127 kW) est devenu une option, introduit avec une transmission automatique à 4 vitesses. Pour 1996, les deux moteurs ont été remplacés par un V6 de 3,4 L développant 180 chevaux; la boîte automatique à 3 vitesses a été abandonnée.

### Conception de la carrosserie

#### Extérieur
Se distinguant par son grand pare-brise et son capot incliné, le Lumina APV était de conception «monobloc», une configuration similaire au Ford Aerostar et Renault Espace. Conformément aux monospaces Aerostar et Chrysler, le Lumina APV été configuré avec une seule porte coulissante et un hayon arrière. Correspondant étroitement aux monospaces Chrysler "Grand" de 1987-1990 en longueur, largeur et hauteur, le Lumina APV est près de 10 pouces (250 mm) plus bas que l'Astro et 3 pouces (80 mm) plus étroit. Pour 1993, le Lumina APV (et ses homologues) a introduit une porte coulissante à commande électrique, le premier monospace du marché américain à offrir cette conception.
Coïncidant avec l'utilisation d'un châssis en acier galvanisé (à la place d'une conception unitaire conventionnelle), le Lumina APV était équipé de panneaux de carrosserie en plastique composite (SMC). Développée pour la Pontiac Fiero et développée par la suite pour la Saturn SL, la technique de fabrication éliminé largement la menace de corrosion et les dommages causés par des bosses mineures et des coups. La fabrication a également permis à GM de styliser le Lumina APV séparément de ses homologues Pontiac et Oldsmobile à faible coût; chaque ligne des modèles se distingue extérieurement par leur capot leur carénage avant.
En plus de son carénage avant, le Lumina APV se distingue de ses homologues Pontiac et Oldsmobile par le style de son toit. Du montant B jusqu'au pare-brise, le toit était peint en noir; sur des exemplaires avec du verre teinté, le design devait conserver le style de la verrière du concept Trans Sport de 1986. Le Trans Sport avait tout son toit peint en noir (à l'exception d'une bande joignant les montants B) tandis que le Silhouette avait des montants A de couleur carrosserie et des montants B noirs. Des versions bicolores du Lumina APV étaient disponibles; une première configuration comportait un haut de la carrosserie noircie. Pour 1992, Chevrolet a normalisé les rétroviseurs extérieurs rabattables de la version CL.
Pour l'année modèle 1994, le Lumina APV a subi une révision extérieure, raccourcissant le porte-à-faux avant de près de trois pouces. Largement destiné à raccourcir visuellement l'angle de la ligne du capot, le Lumina Minivan (supprimant le suffixe APV) a reçu un nouveau capot, une plus grande calandre et des phares beaucoup plus grands (partagés avec la Pontiac Bonneville SSEi). Les roues de 15 pouces sont devenues standard, la LS avait une version (restylée) des roues de 16 pouces de la Beretta Z26. Le toit a été légèrement repensé, adoptant les montants A et le toit peints de couleur carrosserie sur toute la longueur.
Pour 1995, un Center High-Mount Stop Lamp (CHMSL) a été ajouté au hayon. Comme GM a installé les feux arrière dans les montants D, le CHMSL était le plus bas des trois feux stop.

#### Intérieur
Se distinguant de ses homologues par sa finition, le design intérieur du Lumina APV était centré autour de son système de sièges arrière modulaire. Quatre configurations étaient proposées: en fourgonnette pour cargaison à deux places, en monospace pour passagers à cinq places (2 + 3), six sièges (2 + 2 + 2) et sept sièges (2 + 3 + 2). Contrairement aux banquettes arrière amovibles (une conception dérivée des fourgonnettes full-size), les sièges arrière de 34 livres du Lumina APV étaient individuellement amovibles et chaque dossier de siège pouvait être plié à plat. Pour compléter les porte-gobelets de l'intérieur, chaque dossier de siège était équipé de deux porte-gobelets intégrés. Dans le cadre de la révision de 1994, des versions à 7 places ont été proposées avec l'option sièges enfants intégrés. Pour 1996, les configurations à cinq et six places ont été supprimées.
Tout en partageant la plupart de sa conception de tableau de bord avec le Trans Sport / Silhouette, le Lumina APV comportait sa propre conception de tableau d'instrumentation (dérivée de la Corsica). En raison de sa conception de pare-brise incliné, la profondeur du tableau de bord du Lumina APV (et de ses homologues) était parmi les plus élevées jamais vues dans une automobile produite en série. Pour 1991, le rembourrage du tableau de bord a été révisé a été révisé pour répondre aux plaintes concernant l'éblouissement. Pour 1992, l'antenne radio externe a été remplacée par une conception intégrée, montée entre la garniture de pavillon et le toit. La révision de 1994 a apporté une mise à jour au tableau d'instrumentation, au tableau de bord inférieur (et aux commandes de la console centrale) et a introduit un airbag côté conducteur (remplacement du volant de la Lumina Z34 par un de la Camaro).

## Variantes

### Fourgon utilitaire
De 1990 à 1996, Chevrolet a produit le Lumina APV comme fourgon utilitaire, simplement appelé APV (aucun badge Lumina n'été utilisé à l'extérieur). Placé au-dessous de l'Astro / Safari, le fourgon utilitaire rivalisé avec le Grand Caravan C / V. Tout en partageant une carrosserie identique avec son homologue monospace, Chevrolet a supprimé les sièges arrière du monospace pour inclure un plancher en caoutchouc; les vitres arrière ont été remplacées par des panneaux en plastique collés de couleur carrosserie à la place.
Des trois monospaces GMT199 / APV, seule Chevrolet offrait une configuration fourgonnette.

### Clone chinois
Chevrolet a commercialisé le Lumina APV en Chine de 1993 à 1996, en vendant un certain nombre d'exemplaires dans le pays. En 1996, Jiangsu Nushen Automobile (Nushen) a lancé le Nushen JB6500. Bien que ses dimensions et son design extérieur soient presque identiques, le JB6500 est un véhicule à traction arrière, propulsé par un quatre cylindres en ligne de 2,2 L de 87 ch conçu par Chrysler, jumelé à une transmission manuelle à 5 vitesses. En 2001, Nushen a mis fin à la production du JB6500.